# مارك باوتشر
مارك باوتشر (3 ديسمبر 1976 في جنوب أفريقيا - ) (بالإنجليزية: Mark Boucher)‏ هو لاعب كريكت جنوب أفريقي. شارك في دورة ألعاب الكومنولث 1998. وشارك مع منتخب جنوب أفريقيا الوطني للكريكت. أما مع النوادي، فقد لعب مع كلكتا نايت رايدرز ورويال تشالنجرز بنغالور وBorder (cricket team) ‏ وWarriors (cricket team) ‏.

## وصلات خارجية
- مارك باوتشر على موقع إي آس بي آن كريك إنفو (الإنجليزية)
- مارك باوتشر على موقع اتحاد ألعاب الكومنولث (مؤرشف) (الإنجليزية)